# سامرات (فیلم ۱۹۸۲)
سامرات (به هندی: Samraat) فیلمی محصول سال ۱۹۸۲ و به کارگردانی موهن سگال است. در این فیلم بازیگرانی همچون درمندرا، جیتندرا، هما مالینی، زینت امان، امجد خان، قادرخان ایفای نقش کرده‌اند.